# Huangjin Yaozuxiang
Huangjin Yaozuxiang är en ort i Kina. Den ligger i provinsen Hunan, i den södra delen av landet, omkring 310 kilometer sydväst om provinshuvudstaden Changsha. Antalet invånare är 840.
Runt Huangjin Yaozuxiang är det ganska tätbefolkat, med 83 invånare per kvadratkilometer. Närmaste större samhälle är Maoping, 18,0 km nordväst om Huangjin Yaozuxiang. I omgivningarna runt Huangjin Yaozuxiang växer i huvudsak blandskog.
Genomsnittlig årsnederbörd är 1 833 millimeter. Den regnigaste månaden är maj, med i genomsnitt 273 mm nederbörd, och den torraste är oktober, med 56 mm nederbörd.